# Spiritus Expres
Spiritus Expres byl studentský časopis ve VŠCHT v Pardubicích. Vycházel od roku 1967 a byl zakázán 1971. 

## Studentské časopisy na VŠCHT v roce 1969
První číslo Spiritus Expresu z 10. 4. 1969 informovalo o tom, že v té době již vycházel časopis Spiritus magazín - měsíčník až dvouměsíčník; ten však měl dlouhé lhůty tisku. Proto se redakce rozhodla vydávat dvou- až třílistový Spiritus Expres, který měl vycházet čtrnáctidenně a reagovat na aktuální události. Starší Spiritus magazín se měl věnovat méně naléhavým záležitostem.
Spiritus Expres se prodával samoobslužně v menze a vestibulu školy za 50 haléřů. 

## Redakční rada časopisu
V čísle z 10. dubna 1969 (které bylo důvodem obžaloby) bylo uvedeno toto složení redakce:
- Šéfredaktor: Jan Křtitel Homoláč
- Redakční rada: Josef Dostál, Štefan Husárik, David Kafka, Jan Kantor
- Administrace: Jaroslav Lada, Grafická úprava: Jan Vosyka
- Ilustrace: Karel Valter, Jan Vosyka, Kolportáž: Hana Richterová

## Soud s redaktory časopisu
Studentský časopis Spiritus Expres z 10. dubna a 4. června 1969 obsahoval na titulní stránce karikatury, kvůli kterým bylo několik studentů v září 1969 obžalováno pro hanobení republiky a jejího představitele a hanobení státu světové socialistické soustavy a jeho představitele. V následujícím měsíci  byli odsouzeni k trestu odnětí svobody v rozmezí tří až pěti měsíců s podmíněným odkladem na zkušební dobu jednoho roku.